# Eleição municipal de Limeira em 2020
A eleição municipal de Limeira em 2020 foi o 18.º pleito eleitoral realizado na história do município. O 1.º turno ocorreu em 15 de novembro, porém como nenhuma das candidaturas a prefeito alcançou a maioria absoluta dos votos válidos, um inédito 2.º turno ocorreu duas semanas depois, em 29 de novembro, com os dois candidatos mais votados. Isso deve-se ao fato de que Limeira possui mais de 200 000 eleitores registrados e aptos ao voto e, dessa forma, atende ao critério eleitoral definido pelo inciso II do artigo n.º 29 da Constituição Federal para a realização de um 2.º turno caso a disputa eleitoral não tenha sido decidida na etapa anterior de votação.
Segundo dados do Tribunal Superior Eleitoral, 226 627 eleitores compunham o eleitorado limeirense apto a eleger 1 prefeito, 1 vice–prefeito e 21 vereadores para a Câmara Municipal em 2020.

## Candidaturas oficiais
| Candidaturas deferidas pelo TSE para a disputa eleitoral | Candidaturas deferidas pelo TSE para a disputa eleitoral | Candidaturas deferidas pelo TSE para a disputa eleitoral | Candidaturas deferidas pelo TSE para a disputa eleitoral | Candidaturas deferidas pelo TSE para a disputa eleitoral | Candidaturas deferidas pelo TSE para a disputa eleitoral | Candidaturas deferidas pelo TSE para a disputa eleitoral                                  | Candidaturas deferidas pelo TSE para a disputa eleitoral |
| N.º                                                      | N.º                                                      | Candidato(a) a prefeito(a)                               | Candidato(a) a prefeito(a)                               | Candidato(a) a vice-prefeito(a)                          | Candidato(a) a vice-prefeito(a)                          | Coligação                                                                                 | Situação                                                 |
| -------------------------------------------------------- | -------------------------------------------------------- | -------------------------------------------------------- | -------------------------------------------------------- | -------------------------------------------------------- | -------------------------------------------------------- | ----------------------------------------------------------------------------------------- | -------------------------------------------------------- |
|                                                          | 11                                                       |                                                          | Márcio Paixão (Progressistas)                            |                                                          | Paula Bocaiúva (PSB)                                     | Paixão por Limeira, Paixão por Você Progressistas / PSB                                   | Não eleito                                               |
|                                                          | 13                                                       |                                                          | Wilson Cerqueira (PT)                                    |                                                          | Cláudia Volpato (PT)                                     | partido isolado                                                                           | Não eleito                                               |
|                                                          | 14                                                       |                                                          | De Carvalho Jóias (PTB)                                  |                                                          | Coronel Enaudo (PTB)                                     | partido isolado                                                                           | Não eleito                                               |
|                                                          | 15                                                       |                                                          | Doutor Rafael Camargo (MDB)                              |                                                          | Dimas Peruzza (MDB)                                      | partido isolado                                                                           | Não eleito                                               |
|                                                          | 19                                                       |                                                          | Murilo Felix (Podemos)                                   |                                                          | Doutora Alessandra (PSL)                                 | A Mudança que Limeira precisa Podemos / PSL / PDT / Avante                                | Não eleito                                               |
|                                                          | 23                                                       |                                                          | Doutora Mayra (Cidadania)                                |                                                          | Ítalo Ponzo (Cidadania)                                  | A Limeira que a Gente merece Cidadania / REDE / DEM                                       | Não eleito                                               |
|                                                          | 36                                                       |                                                          | Clayton Silva (PTC)                                      |                                                          | Zécarlos Flávio (PTC)                                    | partido isolado                                                                           | Não eleito                                               |
|                                                          | 45                                                       |                                                          | Eliseu Daniel (PSDB)                                     |                                                          | Adriana Marçal (Republicanos)                            | Nova Aliança por Limeira: Coragem para mudar, Experiência para fazer! PSDB / Republicanos | Não eleito                                               |
|                                                          | 50                                                       |                                                          | Lívia Lazaneo (PSOL)                                     |                                                          | Salsa (PSOL)                                             | partido isolado                                                                           | Não eleito                                               |
|                                                          | 51                                                       |                                                          | Professor Paulo Morais (Patriota)                        |                                                          | Doutora Anna Maria Braga (Patriota)                      | partido isolado                                                                           | Não eleito                                               |
|                                                          | 55                                                       |                                                          | Mário Botion (PSD)                                       |                                                          | Erika Tank (PL)                                          | Juntos por Mais Transformação PSD / PL / PSC / PMB / PV / PROS                            | Eleito                                                   |

## Pesquisas eleitorais

### 1.º turno

#### Intenções de voto
| Data de realização | Data de divulgação   | Instituto de pesquisa | Número de registro no TSE | Eleitores entrevistados | Margem de erro | Candidatos             | Candidatos         | Candidatos                | Candidatos                  | Candidatos            | Candidatos         | Candidatos           | Candidatos                        | Candidatos           | Candidatos          | Candidatos              | Brancos e Nulos | Não sabe/Não respondeu |
| Data de realização | Data de divulgação   | Instituto de pesquisa | Número de registro no TSE | Eleitores entrevistados | Margem de erro | Murilo Felix (Podemos) | Mário Botion (PSD) | Doutora Mayra (Cidadania) | Doutor Rafael Camargo (MDB) | Wilson Cerqueira (PT) | Márcio Paixão (PP) | Eliseu Daniel (PSDB) | Professor Paulo Morais (Patriota) | Lívia Lazaneo (PSOL) | Clayton Silva (PTC) | De Carvalho Jóias (PTB) | Brancos e Nulos | Não sabe/Não respondeu |
| ------------------ | -------------------- | --------------------- | ------------------------- | ----------------------- | -------------- | ---------------------- | ------------------ | ------------------------- | --------------------------- | --------------------- | ------------------ | -------------------- | --------------------------------- | -------------------- | ------------------- | ----------------------- | --------------- | ---------------------- |
| 1 a 3 de outubro   | 7 de outubro de 2020 | Real Time Big Data    | SP–04500/2020             | 600                     | ±4%            | 19%                    | 14%                | 12%                       | 9%                          | 6%                    | 5%                 | 4%                   | 1%                                | 1%                   | 1%                  | Não pontuou             | 15%             | 13%                    |

#### Índices de rejeição
| Data de realização | Data de divulgação   | Instituto de pesquisa | Número de registro no TSE | Eleitores entrevistados | Margem de erro | Candidatos         | Candidatos             | Candidatos            | Candidatos                | Candidatos           | Candidatos                  | Candidatos                        | Candidatos           | Candidatos          | Candidatos              | Candidatos         | Poderia votar em todos | Não sabe/Não respondeu |
| Data de realização | Data de divulgação   | Instituto de pesquisa | Número de registro no TSE | Eleitores entrevistados | Margem de erro | Mário Botion (PSD) | Murilo Felix (Podemos) | Wilson Cerqueira (PT) | Doutora Mayra (Cidadania) | Eliseu Daniel (PSDB) | Doutor Rafael Camargo (MDB) | Professor Paulo Morais (Patriota) | Lívia Lazaneo (PSOL) | Clayton Silva (PTC) | De Carvalho Jóias (PTB) | Márcio Paixão (PP) | Poderia votar em todos | Não sabe/Não respondeu |
| ------------------ | -------------------- | --------------------- | ------------------------- | ----------------------- | -------------- | ------------------ | ---------------------- | --------------------- | ------------------------- | -------------------- | --------------------------- | --------------------------------- | -------------------- | ------------------- | ----------------------- | ------------------ | ---------------------- | ---------------------- |
| 1 a 3 de outubro   | 7 de outubro de 2020 | Real Time Big Data    | SP–04500/2020             | 600                     | ±4%            | 26%                | 18%                    | 12%                   | 2%                        | 2%                   | 1%                          | 1%                                | 1%                   | 1%                  | 1%                      | Não pontuou        | 17%                    | 6%                     |

### 2.º turno
| Data de realização  | Data de divulgação     | Instituto de pesquisa | Número de registro no TSE | Eleitores entrevistados | Margem de erro | Candidatos         | Candidatos             |
| Data de realização  | Data de divulgação     | Instituto de pesquisa | Número de registro no TSE | Eleitores entrevistados | Margem de erro | Mário Botion (PSD) | Murilo Felix (Podemos) |
| ------------------- | ---------------------- | --------------------- | ------------------------- | ----------------------- | -------------- | ------------------ | ---------------------- |
| 21 a 23 de novembro | 26 de novembro de 2020 | Instituto Statsol     | SP–03659/2020             | 800                     | ±3,5%          | 54,5%              | 45,5%                  |

## Debates eleitorais

### 1.º turno
| Data de realização    | Organizador      | Mediador      | Candidatos         | Candidatos             | Candidatos                | Candidatos                  | Candidatos           | Candidatos         | Candidatos            | Candidatos                        | Candidatos          | Candidatos           | Candidatos              |
| Data de realização    | Organizador      | Mediador      | Mário Botion (PSD) | Murilo Felix (Podemos) | Doutora Mayra (Cidadania) | Doutor Rafael Camargo (MDB) | Eliseu Daniel (PSDB) | Márcio Paixão (PP) | Wilson Cerqueira (PT) | Professor Paulo Morais (Patriota) | Clayton Silva (PTC) | Lívia Lazaneo (PSOL) | De Carvalho Jóias (PTB) |
| --------------------- | ---------------- | ------------- | ------------------ | ---------------------- | ------------------------- | --------------------------- | -------------------- | ------------------ | --------------------- | --------------------------------- | ------------------- | -------------------- | ----------------------- |
| 15 de outubro de 2020 | Rádio Magnificat | Rafael Coelho | Presente           | Presente               | Presente                  | Presente                    | Presente             | Presente           | Presente              | Presente                          | Presente            | Não foi convidado(a) | Não foi convidado(a)    |

### 2.º turno
| Data de realização     | Organizador        | Mediador       | Candidatos         | Candidatos             |
| Data de realização     | Organizador        | Mediador       | Mário Botion (PSD) | Murilo Felix (Podemos) |
| ---------------------- | ------------------ | -------------- | ------------------ | ---------------------- |
| 25 de novembro de 2020 | EPTV Campinas      | Larissa Castro | Presente           | Presente               |
| 27 de novembro de 2020 | Educadora eLimeira | Caio Bortolan  | Presente           | Presente               |

## Resultados eleitorais

### Poder Executivo
O então prefeito em exercício Mário Botion (PSD) logrou alcançar a reeleição para um 2.º mandato consecutivo após vencer no 2.º turno seu principal adversário Murilo Felix (Podemos), conquistando 73 042 votos, o equivalente a 54,88% dos votos válidos. Seu novo mandato à frente da Prefeitura de Limeira teve início em 1 de janeiro de 2021 e foi concluído em 31 de dezembro de 2024.
| Candidatos a prefeito(a)   | Candidatos a prefeito(a)          | Candidato a vice-prefeito(a)        | 1.º turno      | 1.º turno   | 2.º turno      | 2.º turno   |
| Candidatos a prefeito(a)   | Candidatos a prefeito(a)          | Candidato a vice-prefeito(a)        | Total de votos | Porcentagem | Total de votos | Porcentagem |
| -------------------------- | --------------------------------- | ----------------------------------- | -------------- | ----------- | -------------- | ----------- |
|                            | Mário Botion (PSD)                | Erika Tank (PL)                     | 45 248         | 32,32%      | 73 042         | 54,88%      |
|                            | Murilo Felix (Podemos)            | Doutora Alessandra (PSL)            | 31 402         | 22,43%      | 60 056         | 45,12%      |
|                            | Doutora Mayra (Cidadania)         | Ítalo Ponzo (Cidadania)             | 30 843         | 22,03%      | –              | –           |
|                            | Doutor Rafael Camargo (MDB)       | Dimas Peruzza (MDB)                 | 7 761          | 5,54%       | –              | –           |
|                            | Eliseu Daniel (PSDB)              | Adriana Marçal (Republicanos)       | 7 312          | 5,22%       | –              | –           |
|                            | Márcio Paixão (Progressistas)     | Paula Bocaiúva (PSB)                | 6 740          | 4,81%       | –              | –           |
|                            | Wilson Cerqueira (PT)             | Cláudia Volpato (PT)                | 3 198          | 2,28%       | –              | –           |
|                            | Professor Paulo Morais (Patriota) | Doutora Anna Maria Braga (Patriota) | 2 770          | 1,98%       | –              | –           |
|                            | Lívia Lazaneo (PSOL)              | Salsa (PSOL)                        | 1 810          | 1,29%       | –              | –           |
|                            | Clayton Silva (PTC)               | Zécarlos Flávio (PTC)               | 1 475          | 1,05%       | –              | –           |
|                            | De Carvalho Jóias (PTB)           | Coronel Enaudo (PTB)                | 1 429          | 1,02%       | –              | –           |
| Total de votos válidos     | Total de votos válidos            | Total de votos válidos              | 139 988        | 139 988     | 133 098        | 133 098     |
| Votos apurados             |                                   |                                     |                |             |                |             |
| Votos válidos              | Votos válidos                     | Votos válidos                       | 139 988        | 85,73%      | 133 098        | 84,83%      |
| Votos em branco            | Votos em branco                   | Votos em branco                     | 9 397          | 5,75%       | 7 982          | 5,09%       |
| Votos nulos                | Votos nulos                       | Votos nulos                         | 13 909         | 8,52%       | 15 815         | 10,08%      |
| Total de votos apurados    | Total de votos apurados           | Total de votos apurados             | 163 294        | 163 294     | 156 895        | 156 895     |
| Participação do eleitorado |                                   |                                     |                |             |                |             |
| Comparecimentos            | Comparecimentos                   | Comparecimentos                     | 163 294        | 72,05%      | 156 895        | 69,23%      |
| Abstenções                 | Abstenções                        | Abstenções                          | 63 333         | 27,95%      | 69 732         | 30,77%      |
| Total de eleitores aptos   | Total de eleitores aptos          | Total de eleitores aptos            | 226 627        | 226 627     | 226 627        | 226 627     |
| Fonte: g1                  |                                   |                                     |                |             |                |             |

### Poder Legislativo
Foi a partir desta eleição municipal que passou a vigorar as novas regras do processo eleitoral contidas na Emenda Constitucional n.º 97/2017, que determinou o fim das coligações partidárias nos pleitos para cargos proporcionais (vereadores, deputados estaduais e distritais e deputados federais). Desse modo, pela primeira vez nas eleições municipais de 2020, os candidatos a vereador somente poderão disputar o cargo por meio de chapa única dentro do partido pelo qual estão filiados.
No sistema proporcional, pelo qual são eleitos os vereadores, o voto dado a um candidato é primeiro considerado para o partido ao qual ele é filiado. O total de votos de um partido é que define quantas cadeiras ele terá. Definidas as cadeiras, os candidatos mais votados do partido são chamados a ocupá-las. Abaixo encontram-se os candidatos a vereador eleitos, reeleitos e os que ficaram como suplentes para a 45.ª legislatura, iniciada em 1 de janeiro de 2021 e concluída em 31 de dezembro de 2024.
| N.º   | Candidato(a)              | Partido político | Votos obtidos | Porcentagem | Situação    |
| ----- | ------------------------- | ---------------- | ------------- | ----------- | ----------- |
| 43555 | Betinho Neves             | PV               | 5 229         | 3,72%       | Eleito(a)   |
| 10123 | Nilton Santos             | Republicanos     | 2 460         | 1,75%       | Reeleito(a) |
| 22022 | Mariana Calsa             | PL               | 1 946         | 1,38%       | Reeleito(a) |
| 20777 | Lemão da Jeová Rafá       | PSC              | 1 658         | 1,18%       | Reeleito(a) |
| 15555 | Helder do Táxi            | MDB              | 1 654         | 1,18%       | Reeleito(a) |
| 22222 | Lu Bogo                   | PL               | 1 587         | 1,13%       | Reeleito(a) |
| 55555 | Jorge de Freitas          | PSD              | 1 512         | 1,08%       | Reeleito(a) |
| 22333 | Airton do Vitório Lucatto | PL               | 1 475         | 1,05%       | Eleito(a)   |
| 19011 | Tatiane Lopes Protetora   | Podemos          | 1 472         | 1,05%       | Eleito(a)   |
| 20133 | Elias Barbosa             | PSC              | 1 452         | 1,03%       | Eleito(a)   |
| 45645 | Anderson Pereira          | PSDB             | 1 440         | 1,02%       | Reeleito(a) |
| 45100 | Mara Isa Mattos Silveira  | PSDB             | 1 431         | 1,02%       | Suplente    |
| 22122 | Farid                     | PL               | 1 407         | 1,00%       | Reeleito(a) |
| 45450 | Igor Manhani              | PSDB             | 1 360         | 0,97%       | Suplente    |
| 13013 | Isabelly Carvalho         | PT               | 1 349         | 0,96%       | Eleito(a)   |
| 23000 | Waguinho da Santa Luzia   | Cidadania        | 1 344         | 0,96%       | Reeleito(a) |
| 20444 | Estevão Nogueira          | PSC              | 1 341         | 0,95%       | Suplente    |
| 12345 | Constância Félix          | PDT              | 1 334         | 0,95%       | Reeleito(a) |
| 55000 | Everton Ferreira          | PSD              | 1 330         | 0,95%       | Eleito(a)   |
| 19000 | João Antunes 'Bano'       | Podemos          | 1 303         | 0,93%       | Eleito(a)   |
| 22200 | Terezinha da Santa Casa   | PL               | 1 230         | 0,88%       | Suplente    |
| 55777 | Darci Reis                | PSD              | 1 165         | 0,83%       | Suplente    |
| 22700 | Felipe Penedo             | PL               | 1 164         | 0,83%       | Suplente    |
| 10122 | Ceará                     | Republicanos     | 1 162         | 0,83%       | Eleito(a)   |
| 22777 | Carlinhos Grotta          | PL               | 1 026         | 0,73%       | Suplente    |
| 20103 | Edgarzinho do Skate       | PSC              | 1 000         | 0,71%       | Suplente    |
| 55123 | Zé da Mix                 | PSD              | 963           | 0,69%       | Suplente    |
| 10777 | Abraão Cabelereiro        | Republicanos     | 954           | 0,68%       | Suplente    |
| 19123 | Sílvio Britto             | Podemos          | 930           | 0,66%       | Suplente    |
| 43789 | Ju Negão                  | PV               | 877           | 0,62%       | Eleito(a)   |
| 25111 | Doutor Júlio              | DEM              | 859           | 0,61%       | Reeleito(a) |